# El Gouna International
Das El Gouna International ist ein jährlich stattfindendes Squashturnier für Herren und Damen. Es findet in el-Guna in Ägypten statt und ist Teil der PSA World Series.
Das Herrenturnier wurde 2010 von Amr Mansi ins Leben gerufen und gehört aktuell zur Kategorie World Series, der zweithöchsten Wertungskategorie. Das Gesamtpreisgeld beträgt 150.000 US-Dollar. 2018 fand erstmals auch eine Konkurrenz bei den Damen statt. Mansi ist bis heute Turnierdirektor.
Ramy Ashour ist mit drei Siegen in den Saisons 2012, 2014 und 2015 Rekordsieger. Sowohl aufgrund der ägyptischen Revolution 2011, der Staatskrise 2013 und der COVID-19-Pandemie 2020 kam es zu keiner Austragung.

## Sieger

### Herren
| Jahr | Sieger             | Finalgegner        | Ergebnis                       |
| ---- | ------------------ | ------------------ | ------------------------------ |
| 2025 | Mostafa Asal       | Ali Farag          | 6:11, 7:11, 11:9, 11:9, 11:5   |
| 2024 | Ali Farag          | Mostafa Asal       | 11:7, 8:11, 11:4, 11:5         |
| 2023 | Ali Farag          | Mostafa Asal       | 12:10, 10:12, 11:6, 11:2       |
| 2022 | Mostafa Asal       | Paul Coll          | 11:8, 11:9, 11:5               |
| 2021 | Mohamed Elshorbagy | Paul Coll          | 11:5, 11:2, 11:7               |
| 2020 | Nicht ausgetragen  | Nicht ausgetragen  | Nicht ausgetragen              |
| 2019 | Ali Farag          | Karim Abdel Gawad  | 11:9, 12:10, 11:3              |
| 2018 | Marwan Elshorbagy  | Ali Farag          | 11:8, 11:5, 11:4               |
| 2017 | Grégory Gaultier   | Karim Abdel Gawad  | 11:6, 11:8, 11:7               |
| 2016 | Mohamed Elshorbagy | Grégory Gaultier   | 7:11, 9:11, 11:3, 11:9, 11:8   |
| 2015 | Ramy Ashour        | Mohamed Elshorbagy | 11:9, 11:6, 4:11, 10:12, 12:10 |
| 2014 | Ramy Ashour        | Mohamed Elshorbagy | 11:7, 12:10, 8:11, 11:8        |
| 2013 | Nicht ausgetragen  | Nicht ausgetragen  | Nicht ausgetragen              |
| 2012 | Ramy Ashour        | James Willstrop    | 12:10, 11:5, 5:2 Aufgabe       |
| 2011 | Nicht ausgetragen  | Nicht ausgetragen  | Nicht ausgetragen              |
| 2010 | Karim Darwish      | Ramy Ashour        | 16:14, 11:3, 5:1 Aufgabe       |

### Damen
| Jahr | Siegerin          | Finalgegnerin     | Ergebnis                     |
| ---- | ----------------- | ----------------- | ---------------------------- |
| 2025 | Nouran Gohar      | Amina Orfi        | 9:11, 11:7, 11:6, 11:7       |
| 2024 | Nouran Gohar      | Nour El Sherbini  | 11:6, 11:13, 11:6, 11:6      |
| 2023 | Nouran Gohar      | Nele Gilis        | 11:5, 11:7, 11:9             |
| 2022 | Hania El Hammamy  | Nouran Gohar      | 2:11, 4:11, 11:8, 11:9, 11:4 |
| 2021 | Nour El Sherbini  | Nouran Gohar      | 11:7, 11:8, 11:5             |
| 2020 | Nicht ausgetragen | Nicht ausgetragen | Nicht ausgetragen            |
| 2019 | Raneem El Weleily | Nouran Gohar      | 11:8, 7:11, 12:10, 11:6      |
| 2018 | Raneem El Weleily | Nour El Sherbini  | 5:11, 11:8, 11:3, 14:12      |